# Liste der Baudenkmale in Oldenburg (Oldb) – Brüderstraße
In der Liste der Baudenkmale in Oldenburg (Oldb) – Brüderstraße stehen alle Baudenkmale der Brüderstraße in Oldenburg (Oldb).  Die Quelle der IDs und der Beschreibungen ist der Denkmalatlas Niedersachsen.
Der Stand der Liste ist das Jahr 2022.

## Allgemein
In den Spalten befinden sich folgende Informationen:
- Lage: die Adresse des Baudenkmales und die geographischen Koordinaten. Kartenansicht, um Koordinaten zu setzen. In der Kartenansicht sind Baudenkmale ohne Koordinaten mit einem roten Marker dargestellt und können in der Karte gesetzt werden. Baudenkmale ohne Bild sind mit einem blauen Marker gekennzeichnet, Baudenkmale mit Bild mit einem grünen Marker.
- Bezeichnung: Bezeichnung des Baudenkmales
- Beschreibung: die Beschreibung des Baudenkmales. Unter § 3 Abs. 2 NDSchG werden Einzeldenkmale und unter § 3 Abs. 3 NDSchG Gruppen baulicher Anlagen und deren Bestandteile ausgewiesen.
- ID: die Objekt-ID des Baudenkmales
- Bild: ein Bild des Baudenkmales, ggf. zusätzlich mit einem Link zu weiteren Fotos des Baudenkmals im Medienarchiv Wikimedia Commons. Wenn man auf das Kamerasymbol klickt, können Fotos zu Baudenkmalen aus dieser Liste hochgeladen werden:

Zurück zur Hauptliste
| Lage                                       | Bezeichnung | Beschreibung | ID       | Bild |
| ------------------------------------------ | ----------- | --- | -------- | ---- |
| Brüderstraße 1 53° 8′ 45″ N, 8° 12′ 38″ O  | Wohnhaus    | Eckhaus zur Peterstraße. Zweigeschossiger Putzbau über Sockelgeschoss mit drei Achsen zur Peterstraße, abgeschrägter Ecke und vier Achsen zur Brüderstraße, unter Halbwalmdach. Dach mit niedrigem Drempel, darin Oculi. Auf der rechten Seite zurückgesetzter Vorbau mit Eingang, modern ersetzt. Putzgliederung: horizontale Fugen, geschossteilende Gesimse, Fensterrahmungen, im OG Ädikulen. Erbaut 1869–1870, Architekt Hippe.                            | 37458304 | BW   |
| Brüderstraße 3 53° 8′ 45″ N, 8° 12′ 37″ O  | Wohnhaus    | Giebelständiger eineinhalbgeschossiger Putzbau von vier Achsen auf Kellersockel mit Drempel unter Satteldach (Typus „Oldenburger Hundehütte“). Eingang auf der linken Seite. Putzgliederung: horizontale Fugen am Sockel und im EG, geschossteilende Gesimse, Fensterrahmungen. Rechts anschließend großer Neubau der 1960er Jahre mit eigenem Eingang (Nr. 3a). Erbaut um 1875.                                                                                | 37458327 | BW   |
| Brüderstraße 4 53° 8′ 46″ N, 8° 12′ 36″ O  | Wohnhaus    | Giebelständiger eineinhalbgeschossiger Putzbau von vier Achsen auf Kellersockel mit Drempel unter Satteldach (Typus „Oldenburger Hundehütte“). Rechts zurückgesetzter risalitartiger Vorbau in voller Höhe mit Giebel und Eingang, davor Loggia unter wohl jüngerem Balkon. Putzgliederung: am Sockel horizontale Fugen, geschossteilende Gesimse, Fensterrahmungen, am Giebel z. T. Brüstungen und Ädikulen. Vorgarten. Erbaut 1884, Architekt F. W. Logemann. | 37419856 | BW   |
| Brüderstraße 8 53° 8′ 45″ N, 8° 12′ 35″ O  | Wohnhaus    | Giebelständiger eineinhalbgeschossiger Putzbau von vier Achsen mit Drempel unter Satteldach (Typus „Oldenburger Hundehütte“). Eingang auf der linken Seite. Putzgliederung: geschossteilende Gesimse, Fensterrahmungen. Vorgarten. Erbaut 1869 von Malermeister (?) Georg Pestrup. | 37419877 | BW   |
| Brüderstraße 12 53° 8′ 45″ N, 8° 12′ 34″ O | Wohnhaus    | Zweigeschossiger Putzbau von vier Achsen unter Walmdach. Auf der rechten Seite zurückgesetzter Vorbau mit Eingang. Mittig Zwerchhaus mit Volutengiebel. Putzgliederung: geschossteilende Gesimse, Fensterrahmungen, am Zwerchhaus Pilaster und Gebälk. Vorgarten und eiserne Einfriedung. Erbaut wohl um 1885. | 37458349 | BW   |
| Brüderstraße 14 53° 8′ 45″ N, 8° 12′ 33″ O | Wohnhaus    | Eineinhalbgeschossiger Putzbau von drei Achsen (im Giebel vier) mit Drempel unter Satteldach (Variante des Typus „Oldenburger Hundehütte“). Eingang auf der rechten Seite. Putzgliederung entfernt. Vorgarten. Erbaut in den 1870er oder 1880er Jahren. | 37458371 | BW   |
| Brüderstraße 16 53° 8′ 45″ N, 8° 12′ 33″ O | Wohnhaus    | Giebelständiger eineinhalbgeschossiger Putzbau von vier Achsen über Sockelgeschoss mit Drempel unter Satteldach (Typus „Oldenburger Hundehütte“). Rechts Garageneinbau. Putzgliederung entfernt. Rest des Vorgartens. | 37458393 | BW   |
| Brüderstraße 17 53° 8′ 44″ N, 8° 12′ 33″ O | Wohnhaus    | Giebelständiger eineinhalbgeschossiger Putzbau von vier Achsen über Kellersockel mit Drempel unter Satteldach. Eingang auf der linken Seite. Putzgliederung: am Sockel Rustizierung, ansonsten horizontale Fugen, geschossteilende Gesimse, Fensterrahmen und Ädikulen. Erbaut 1875, Architekt Heinrich Früstück. | 37419898 | BW   |
| Brüderstraße 18 53° 8′ 45″ N, 8° 12′ 32″ O | Wohnhaus    | Giebelständiger zweigeschossiger Putzbau von fünf Achsen unter Satteldach (Variante des Typus „Oldenburger Hundehütte“). Eingang ehemals mittig. Putzgliederung: Geschossteilende Gesimse und Rankenries zwischen erstem und zweitem Geschoss, Fensterrahmungen, im OG Brüstungsfelder und Ädikulen, Pilaster und Gebälk am ehemaligen Portal. Vorgarten und eiserne Einfriedung. Erbaut 1866, Architekt J. D. Spreen.                                          | 37458415 | BW   |
| Brüderstraße 20 53° 8′ 45″ N, 8° 12′ 32″ O | Wohnhaus    | Giebelständiger eineinhalbgeschossiger Putzbau von vier Achsen über Sockelgeschoss mit Drempel unter Satteldach (Typus „Oldenburger Hundehütte“). Auf der rechten Seite zurückliegender Vorbau mit Eingang. Putzgliederung: Rustizierung des Sockels, horizontale Fugen, geschossteilende Gesimse, Fensterrahmungen, z. T. Ädikulen. Vorgarten und Reste der eisernen Einfriedung mit Steinpfosten. Erbaut 1888, Architekt Heinrich Witthold.                   | 37458437 | BW   |
| Brüderstraße 22 53° 8′ 45″ N, 8° 12′ 31″ O | Wohnhaus    | Giebelständiger vierachsiger Putzbau von eineinhalb Geschossen mit Drempel unter Satteldach (Typus „Oldenburger Hundehütte“). Eingang auf der rechten Seite. Putzgliederung weitgehend entfernt. Vorgarten und eiserne Einfriedung. Erbaut wohl in den 1870er oder 1880er Jahren. | 37458459 | BW   |
| Brüderstraße 24 53° 8′ 45″ N, 8° 12′ 30″ O | Wohnhaus    | Zweigeschossiger Putzbau von vier Achsen unter Mansardwalmdach. Eingang auf der rechten Seite. Mittig Zwerchhaus von zwei Achsen. Fenster unten segmentbogig, oben rechteckig. Putzgliederung: geschossteilendes Gesims, Fensterrahmungen. Vorgarten und eiserne Einfriedung. Erbaut kurz vor 1886. | 37458481 | BW   |
| Brüderstraße 26 53° 8′ 44″ N, 8° 12′ 30″ O | Wohnhaus    | Kern zweigeschossiger Putzbau, heute traufständig und unter Satteldach, mit zurückgesetztem Eingangsvorbau an der rechten Seite, später rechts Risalit mit Garage unter Flachdach angebaut und Fassade vereinfacht. Am Risalit Putzinschrift: „Pianohaus / . Hildebrandt u. Günsel . / Gegr. 1857. / Inh. H. Ehlers.“ Vorgarten und eiserne Einfriedung. Kern vermutlich 1870er oder 1880er Jahre, An- und Umbau wohl 1920er Jahre.                             | 37458503 | BW   |
| Brüderstraße 28 53° 8′ 44″ N, 8° 12′ 29″ O | Wohnhaus    | Eckhaus zur Kastanienallee. Giebelständiger eineinhalbgeschossiger Putzbau von vier Achsen über Sockelgeschoss mit Drempel unter Satteldach (Typus „Oldenburger Hundehütte“). Auf der rechten Seite zurückgesetzter Vorbau von zwei Achsen mit Eingang und Freitreppe. Putzgliederung: geschossteilende Gesimse, Fensterrahmungen. Vorgarten und eiserne Einfriedung. Erbaut 1869 von Maurermeister Oetken und Tischlermeister Sundermann.                      | 37458525 | BW   |
| Brüderstraße 33 53° 8′ 43″ N, 8° 12′ 26″ O | Wohnhaus    | Giebelständiger eineinhalbgeschossiger Putzbau von fünf Achsen (im Giebel vier) über Sockelgeschoss mit Drempel unter Satteldach (Typus „Oldenburger Hundehütte“). Eingang mittig mit erneuerter Freitreppe. Putzgliederung: geschossteilende Gesimse, Fensterrahmungen, z. T. Ädikulen. Vorgarten und eiserne Einfriedung. Erbaut wohl zwischen 1866 und 1870.                                                                                                 | 37458569 | BW   |
| Brüderstraße 35 53° 8′ 43″ N, 8° 12′ 25″ O | Wohnhaus    | Giebelständiger eineinhalbgeschossiger Putzbau von vier Achsen über Sockelgeschoss mit Drempel unter Satteldach. Auf der rechten Seite zurückgesetzter Vorbau mit Eingang und erneuerter Freitreppe. Souterrain durch Ladeneinbau stark verändert. Putzgliederung: horizontale Fugen, geschossteilende Gesimse, Fensterrahmungen, Ädikulen. Vorgarten. Erbaut wohl 1877.                                                                                        | 37458591 | BW   |
| Brüderstraße 40 53° 8′ 43″ N, 8° 12′ 23″ O | Wohnhaus    | Zweigeschossiger Putzbau von vier Achsen über Sockelgeschoss unter Walmdach. Auf der rechten Seite zurückspringender Vorbau mit Eingang und Freitreppe. Putzgliederung: Rustizierung des Sockelgeschosses, geschossteilende Gesimse, Fensterrahmungen, im Obergeschoss Pilaster, Brüstungen und Ädikulen, unter der Traufe Fries. Vorgarten. Erbaut 1869–1870, Architekt C. F. Spieske.                                                                         | 37419938 | BW   |